# گمینا روتکی
گمینا روتکی (به لهستانی:  Gmina Rutki) یک گمینا در لهستان است که در شهرستان زامبروف واقع شده‌است. گمینا روتکی ۲۰۰٫۲ کیلومتر مربع مساحت و ۵٬۸۰۱ نفر جمعیت دارد.